# Liste des gouverneurs actuels des régions namibiennes
 (août 2023).
Cette page dresse la liste des gouverneurs actuels des 14 régions namibiennes.

## Gouverneurs
| Région       | Nom                   | Depuis (le)    |
| ------------ | --------------------- | -------------- |
| Erongo       | Cleophas Mutjavikua   | 9 février 2011 |
| Hardap       | Esme Sophia Isaack    | 2015           |
| !Karas       | Lucia Basson          | 2015           |
| Kavango East | Samuel Mbambo         | Août 2013      |
| Kavango West | Sirkka Ausiku         | 7 mai 2014     |
| Khomas       | Laura McLeod-Katjirua | 2012           |
| Kunene       | Angelika Muharukua    | 2014           |
| Ohangwena    | Usko Nghaamwa         | 2005           |
| Omaheke      | Festus Ueitele        | 19 avril 2013  |
| Omusati      | Erkki Endjala         | 2011/2015      |
| Oshana       | Clemens Kashuupulwa   | 1997/1998      |
| Oshikoto     | Henock Kankoshi       | 2015           |
| Otjozondjupa | Otto Ipinge           | 2015           |
| Zambezi      | Lawrence Sampofu      | 9 février 2011 |

## Note(s)
1. ↑  Gouverneur du Kavango du 19 avril à août 2013.

## Lien(s) externe(s)
- Mouvement de décembre 2010
- Prestations de serment du 9 février 2011
- « Know Your Governors »